# Nydalen
Nydalen is een plaats in de gemeente Askersund in het landschap Närke en de provincie Örebro län in Zweden. De plaats heeft 166 inwoners (2005) en een oppervlakte van 16 hectare. De plaats ligt aan het Vättermeer.